# U 1008
U 1008 war ein deutsches Unterseeboot des Typs VII C, ein sogenanntes „Atlantikboot“. Es wurde durch die Kriegsmarine während des Zweiten Weltkrieges in der Ostsee eingesetzt.

## Technische Daten
Ein Typ VII C-Boot erreichte, getrieben von zwei Dieselmotoren bei der Überwasserfahrt eine Geschwindigkeit von 17 Knoten, hatte eine maximale Reichweite von 6500 sm und konnte unter Wasser mithilfe der zwei Elektromotoren 7,8 Knoten Fahrt machen, bei einer maximalen Reichweite von 80 sm.

## Kommandanten
- 1. Februar 1944 bis 17. November 1944 Oblt.z.S. Diether Todenhagen
- 18. November 1944 bis 6. Mai 1945 Oblt.z.S. Hans Gessner

Quelle:

## Einsatz und Geschichte
Über den genauen Einsatz von U 1008 sind keine Einzelheiten bekannt.
Vom 1. November 1944 bis zum 28. Februar 1945 war das U-Boot als sogenanntes Erprobungsboot eingesetzt, um diverse Neuerungen für den U-Boot-Bau zu testen.
Am 5. Mai 1945 wurde U 1008 von der Liberator T der britischen RAF Squadron 224 angegriffen und leicht beschädigt. Gegen Abend wurde das U-Boot durch einen Angriff der Liberator Z der britischen RAF Squadron 86 nochmals, diesmal jedoch schwer beschädigt.
Am 6. Mai 1945 gegen 22:30 Uhr wurde U 1008 in der Ostsee nördlich der dänischen Insel Hjelm 56° 14′ N, 10° 51′ O selbst versenkt.
Alle 44 Besatzungsmitglieder überlebten.